# Country
El country (també anomenat de vegades country & western) és un estil musical que va sorgir als anys 20 del segle xx a les regions rurals del sud dels Estats Units i a les províncies marítimes del Canadà. Als seus orígens, va combinar la música folklòrica d'immigrants d'alguns països europeus, principalment d'Irlanda, amb altres formes musicals ja arrelades a Nord-amèrica, com el blues, la música espiritual i el gospel. El terme country es va començar a fer servir els anys 50 en detriment del terme hillbilly, que era la paraula utilitzada fins llavors; el seu ús es va consolidar finalment durant la dècada de 1970.
El country tradicional es tocava essencialment amb instruments de corda, com la guitarra, el banjo, el violí senzill (fiddle) i el contrabaix, encara que també hi intervenien sovint l'acordió (d'influència francesa per a la música cajún), i l'harmònica. En el country modern s'utilitzen sobretot els instruments electrònics, com la guitarra, el baix elèctric, els teclats, el dobro, o la steel guitar.
El grup familiar The Carter Family va ser el primer a gravar en disc una cançó country, conjuntament amb Jimmie Rodgers, encara amb el nom d'«hillbilly». Tots dos van influir amb els seus respectius estils en nombrosos cantants que els van succeir. Als anys 40 van ser sobretot cantants com Hank Williams que van contribuir a la creixent popularitat del gènere. La dècada dels anys 1960 la música country va adquirir elements del rock and roll (el vigorós «rockabilly» de Johnny Cash, Elvis Presley, Jerry Lee Lewis, Bill Haley o Buddy Holly), gènere que aleshores vivia un enorme auge, i que va aportar ritmes i melodies més desenvolupades. Si bé es poden escoltar avui dia tota classe de variants del country, aquell que es combina amb el rock, i més recentment amb el pop, és el que més èxit té davant el públic massiu.
Així, el terme country, actualment és un calaix de sastre en el qual s'inclouen diferents gèneres musicals: el so Nashville (més proper al pop dels anys 60), el bluegrass (popularitzat per Bill Monroe i Flatt and Scruggs, basat en ritmes ràpids i virtuosíssims, interpretats amb mandolina, violí i banjo), la música de westerns de Hollywood, el western swing (una sofisticada música basada en el jazz i popularitzada per Bob Wills), el So Bakersfield (popularitzat per Buck Owens i Merle Haggard), l'Outlaw country, cajún, zydeco, gospel, Old Time (música folk anterior a 1930), honky-tonk, rockabilly o Country neo-tradicional. Cada estil és únic en la seva execució, en l'ús de ritmes i acords, encara que moltes cançons han estat adaptades per als diferents estils. Per exemple, la cançó Milk cow blues, una antiga melodia blues de Kokomo Arnold ha estat interpretada en una àmplia varietat d'estils del country, des d'Aerosmith a Bob Wills, passant per Willie Nelson, George Strait, Ricky Nelson o Elvis Presley.
El 2009 la música country va ser el gènere musical més escoltat en ràdio a la franja horària del vespre, i el segon durant la franja matinal als Estats Units.

## L'origen

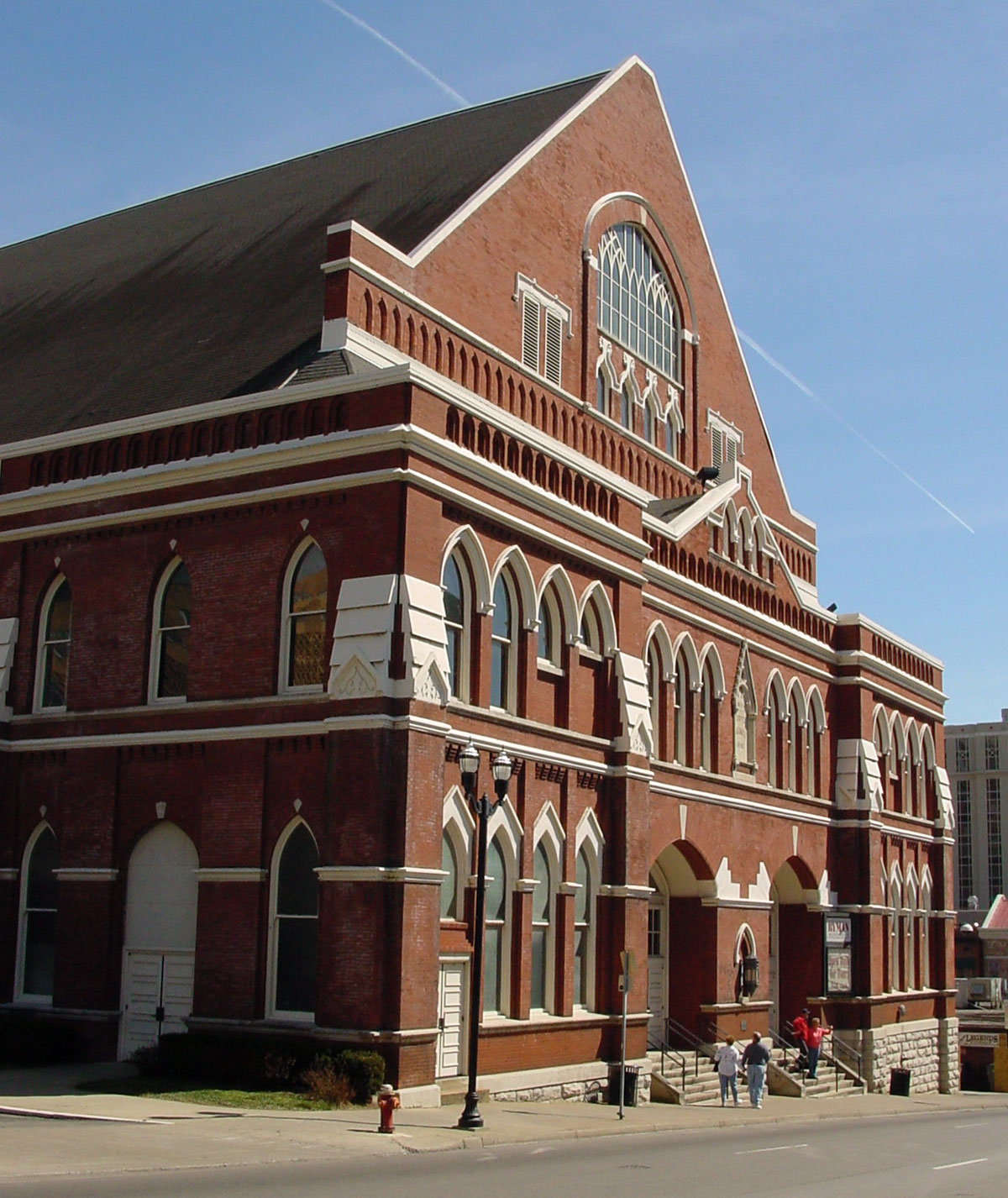
Ryman Auditorium, la Catedral de la Música Country

Els primers immigrants que van arribar a les províncies marítimes i al sud de les Apalatxes de Nord Amèrica s'havien endut els objectes més preuats de la seva antiga llar. Entre ells, la música i els instruments de tota la vida: «Els primers pobladors escocesos els agradava el fiddle (violí) perquè amb ell podien sentir ja fos tonades tristes o bé alegres». L'irlandès fiddle, el dulcimer alemany, la mandolina italiana, la guitarra espanyola, i el banjo africà eren els instruments més comuns. La interacció entre els músics de diferents grups ètnics va produir una musicalitat única a aquesta regió de Nord Amèrica.
Els Appalachian string bands del principi del segle xx consistien bàsicament en un violí, una guitarra i un banjo. Aquesta música country primerenca juntament amb els primers enregistraments del gènere és conegut amb el nom d'old-time music.
Segons Bill Malone a «Country Music U.S.A.», la música country «va mostrar-se al món com un fenomen del sud» (Malone, Bill. Country Music U.S.A. Austin: University of Texas Press, 2002. Print). Al sud, la música folklòrica era una combinació d'arrels culturals de tradicions musicals de la varietat de grups ètnics arribats a la regió. Per exemple, algunes peces instrumentals d'immigrants britànics i irlandesos eren la base de les cançons folk i balades que formen el qual s'anomena old time music, a partir de la qual va originar-se la música country. Es creu que la música folk británica i irlandesa van ser una influència clau al desenvolupament de la música old time del sud dels Apalatxes, on els primers pobladors europeus procedien del nord d'Anglaterra, Escòcia i l'Ulster.
Sovint es té la creença equivocada que la música country és fruit exclusivament dels immigrants europeus. Tanmateix, una gran part de l'estil característic va arribar de l'Àfrica (amb el banjo com a instrument més característic). Un dels motius pel qual l'aparició de la música country va ser cosa tant d'europeus com d'africans és perquè tant uns com altres treballaven plegats a les comunitats rurals del sud, i també tocaven junts els seus instruments. Sense anar més lluny, el guitarrista de color Arnold Schultz, conegut com a impulsor del thumb style o Travis picking va tocar amb músics blancs a l'oest de Kentucky.
Durant el segle xix, força grups d'immigrants provinents d'Europa (sobretot Irlanda, Alemanya, Espanya o Itàlia) van arribar a Texas. Aquests grups van interaccionar amb Mexicans i Nadius Americans així com amb les comunitats d'immigrants ja establertes abans al territori. Com a resultat d'aquesta cohabitació, l'estat de Texas va desenvolupar trets culturals específics fruit de la contribució de cadascuna de les comunitats que s'hi van establir.

## Dècada del 1920

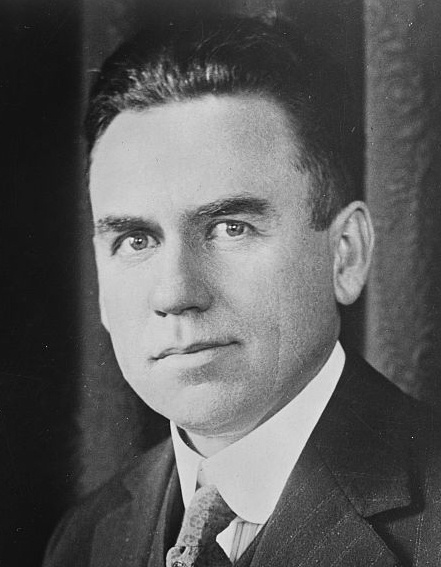
Vernon Dalhart.

Atlanta va tenir un paper clau al llançament dels primers cantants country de principis de la dècada dels anys 20 del segle xx – molta gent dels Apalatxes havia arribat a la ciutat per treballar a les fàbriques de cotó i van dur la seva música amb ells. La ciutat seguiria sent un dels majors centres de gravació durant dues dècades així com un dels llocs amb més actuacions durant quatre dècades més, fins als primers xous de música country a televisions locals d'Atlanta a la dècada de 1950.
Algunes discogràfiques d'Atlanta van girar l'esquena a artistes de la primera fornada com ara Fiddlin' John Carson; però d'altres van adonar-se que la seva música encaixava a la perfecció amb l'estil de vida dels treballadors de l'agricultura. Els primers enregistraments comercials del que es va considerar música country van ser «Arkansas Traveler» i «Turkey in the Straw» pels violinistes Henry Gilliland i A.C. (Eck) Robertson el 30 de juny de 1925, amb Victor Records. Columbia Records va començar a publicar àlbums de música «hillbilly» (series 15000D «Old Familiar Tunes») l'any 1924.
Un any abans, el 14 de juny de 1923, Fiddlin' John Carson va enregistrar «The Little Old Log Cabin in the Lane» amb Okeh Records Vernon Dalhart va ser el primer cantant country a tenir un èxit a nivell nacional el maig de 1924 amb el tema «Wreck of the Old '97». La cara B del disc va «Lonesome Road Blues», que també va esdevenir molt popular. L'abril del 1924, «Aunt» Samantha Bumgarner i Eva Davis van esdevenir les primeres veus femenines a gravar i publicar cançons country.
Molts artistes «hillbilly», com ara Cliff Carlisle, van enregistrar cançons blues al llarg de la dècada dels anys 20 o 30. Altres artistes primerencs de renom van ser Riley Puckett, Don Richardson, Fiddlin' John Carson, Uncle Dave Macon, Al Hopkins, Ernest V. Stoneman, Charlie Poole and the North Carolina Ramblers i The Skillet Lickers. L'steel guitar va incorporar-se a la música country l'any 1922, quan en Jimmie Tarlton va conèixer al famós guitarrista Hawaià Frank Ferera a la costa Oest.
Jimmie Rodgers i la Carter Family són considerats per molta gent com un dels fenòmens musicals més destacats de l'escena country dels anys 20. Les seves cançons van ser enregistrades a les historic recording session de Bristol l'1 d'agost de 1927, on Ralph Peer n'era el caça talents. Una escena de la pel·lícula O Brother, Where Art Thou? reprodueix una situació similar durant la mateixa època.
Rodgers va fusionar el hillbilly country amb el gospel, el jazz, el blues, el pop, la música dels cowboys i el folk del moment. El seu famós «Blue Yodel» va vendre més d'un milió de còpies i va situar Rodgers com al primer cantant de la nounada música country, pròpiament dita. Al començament del 1927, i durant els següents 17 anys, la Carter Family van gravar unes 300 cançons old-time, tonades tradicionals, cançons country i himnes gospel que representaven el folklore de l'amèrica del sud-est

## Dècades del 1930 i 1940
Un dels efectes de la Gran depressió va ser la reducció del nombre de còpies venudes. Les emissions de ràdio van fer-se molt populars i van esdevenir una font important d'entreteniment. Els «barn dance» xous (literalment, balls del paller) amb música country van escampar-se per tot el sud, fins a Chicago cap al nord i fins a Califòrnia cap a l'oest.

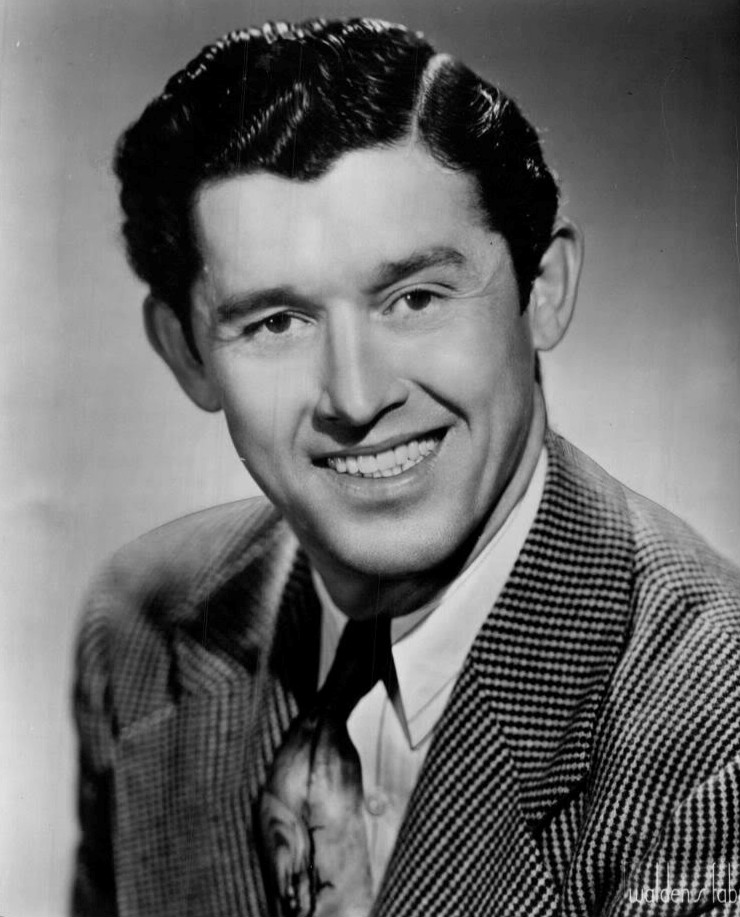
Roy Acuff

El més important de tots va ser el Grand Ole Opry, en emissió des de 1925 a la WSM-AM de Nashville fins a l'actualitat. Alguns dels primers artistes convidats a tocar-hi van ser Uncle Dave Macon, Roy Acuff i el músic afroamericà DeFord Bailey (harmònica). El senyal de 50.000 watts de la WSM (l'any 1934) podia sentir-se per tot el país.
Molts músics van interpretar i enregistrar cançons de diversos estils. Moon Mullican, per exemple, va tocar western swing, però també cançons que es podrien considerar rockabilly. Entre 1947 i 1949, el cantant country Eddy Arnold va situar vuit cançons al top 10 (Billboard.com Billboard.com)

## Singing cowboysiwestern swing
Durant els anys 30 i 40 del segle xx, cançons de cowboy, o Western music, que s'havia estat gravant des dels anys 20, van ser popularitzats per les pel·lícules de Hollywood. Alguns dels cowboys-cantants més populars d'aquella època van ser Gene Autry, els Sons of the Pioneers i Roy Rogers. Les Country music i western music sonaven conjuntament a les mateixes emissores de ràdio, generant el terme country & western.
I no només eren cowboys; les cowgirls van contribuir també al so a través de diversos grups familiars. Patsy Montana va obrir la porta a les cantants femenines amb el seu tema «I Want To Be a Cowboy's Sweetheart». Va ser el començament de l'extensió al gènere femení de la possibilitat de desenvolupar una carrera musical de forma individual, més enllà de formar part de bandes familiars.
Bob Wills va ser una altra música de country provinent de les Lower Great Plains que va ser molt popular com a líder d'una «hot string band». També va aparèixer a diversos westerns. La seva barreja de country i jazz, que va començar com a música de sala de ball, esdevindria coneguda com a western swing. Spade Cooley i Tex Williams també van tenir conjunts molt populars i van sortir a films. El western swing va rivalitzar en popularitat amb el swing de les big band.

### Canviant la instrumentació
La bateria va ser rebutjada pels pioners del country per ser massa sorollosa i poc pura, però l'any 1935 Bob Wills va afegir-la als seus Texas Playboys. Fins i tot, a mitjan anys 40, el Grand Ole Opry no va voler que el bateria aparegués dalt l'escenari amb el grup de Bob Wills. No va ser fins a principis dels 60 que la bateria va passar a formar part de les bandes de música country de forma normalitzada.
Bob Wills també va ser un dels primers músics de country a afegir una guitarra elèctrica a la banda, l'any 1938. Una dècada més tard (1948) Arthur Smith va arribar al top 10 de les llistes de country amb el segell MGM Records i el tema «Guitar Boogie», que fins i tot va passar a les llistes de pop dels Estats Units, introduint a molta gent el potencial de la guitarra elèctrica.
Durant unes quantes dècades, els músics de Nashville van preferir els tons càlids de les Gibson i Gretsch, però l'estil «hot» de Fender, a partir de principis dels anys 50, finalment va imposar-se com a so emblemàtic del country.

### Hillbilly boogie
Els músics country van començar a gravar boogie l'any 1939, poc després que sonés al Carnegie Hall, quan Johnny Barfield va enregistrar el tema «Boogie Woogie». La pluja discreta amb la qual es va començar a escoltar el hillbilly boogie, o okie boogie (més tard es va anomenar country boogie), va esdevenir una riuada a principis de 1945. Un èxit notable d'aquest període va ser el tema dels Delmore Brothers' «Freight Train Boogie,» considerat com a part de l'evolución de la música country i el blues cap rockabilly. L'any 1948, Arthur «Guitar Boogie» Smith va arribar al top ten de les llistes de country dels Estats Units amb el seu «Guitar Boogie» i «Banjo Boogie” (Oldies.com, Arthur Smith Biography). Altres artistes de country boogie van ser Merrill Moore i Tennessee Ernie Ford. El període del hillbilly boogie va allargar-se fins a la dècada dels 50 i va esdevingut un dels molts subgèneres del country que encara perdura fins als nostres dies.

### Bluegrass, folk i gospel
Cap al final de la Segona Guerra Mundial, l'estil muntanyenc conegut com a bluegrass havia emergit quan Bill Monroe va ajuntar-se amb Lester Flatt i Earl Scruggs i van tocar al Grand Ole Opry de la mà de Roy Acuff. La música Gospel va ser sent també una component popular de la música country. Red Foley, l'estrella del country més popular de després de la Segona Guerra Mundial, va aconseguir ser un dels primers èxits de gospel a vendre un milió de còpies amb «Peace In The Valley». També va cantar boogie, blues i rockabilly.
En la postguerra, la música country va anomenar-se de moltes formes: «folk», «hillbilly”,... L'any 1944, la The Billboard va substituir el terme «hillbilly» per «folk songs and blues,» i va canviar de nou a «country» o «country and Western» el 1949.

### Honky-tonk
Un altre estil menys pulit amb una varietat de tonades i una agrupació molt bàsic de guitarra, baix, dobro, steel guitar (i més tard) bateria va esdevenir molt popular, sobretot entre els blancs pobres de Texas i Oklahoma. Va donar-se a conèixer com a honky-tonk i tenia les seves arrels en el western swing i les ranxeres de Mèxic i els estats fronterers, especialment Texas, juntament amb el blues del sud dels Estats Units. Bob Wills and His Texas Playboys van personificar aquesta música que alguns van descriure com «una mica d'això, una mica d'allò, una mica de negre, una mica de blanc... prou forta per evitar que pensis massa i per fer que vagis de pet a demanar un whiskey». El texà Al Dexter va tenir èxit amb el seu «Honky Tonk Blues,» i set anys més tard, amb «Pistol Packin' Mama». Aquestes cançons «honky-tonk» associades a bars eren tocades per gent com Ernest Tubb, Kitty Wells (la primera gran cantant country en solitari), Ted Daffan, Floyd Tillman, i els Maddox Brothers and Rose, Lefty Frizzell i Hank Williams. Més tard, amb el pas dels anys, es coneixerien com a country tradicional. La influència de Hank Williams en particular va ser extraordinària, inspirant a molts dels pioners del rock and roll com ara Elvis Presley i Jerry Lee Lewis, Chuck Berry o Ike Turner, al mateix temps que va servir de punt de referència a talents emergents del honky-tonk com ara George Jones. Webb Pierce va ser un dels artistes country més populars de les llistes dels 50, amb 13 dels seus singles passant fins a 113 setmanes al primer lloc. Fins a 48 singles van fer-se un lloc a les llistes durant la dècada; 31 van ser al top ten i 26 al top quatre.

## Dècades del 1950 i 1960
Al principi de la dècada de 1950 una barreja de western swing, country boogie, i honky-tonk era la que tocaven la majoria de bandes de country. A mitjan anys 50 un nou estil de música country va esdevenir popular, i molts el van anomenar rockabilly. La música Western, influenciada pels temes de cowboys i la Tejano music del sud-oest dels Estats Units i el nord de Mèxic, va assolir el punt àlgid de popularitat a final de la dècada, sobretot amb la cançó «El Paso» enregistrada per Marty Robbins el setembre de 1959.

### Rockabilly
El Rockabilly va ser molt popular entre els aficionats del country de la dècada dels 50, i l'any 1956 es podria anomenar l'any del rockabilly a la música country. El Rockabilly era una barreja de rock-and-roll i música hillbilly. Durant aquest període Elvis Presley es va passar a la música country. Va tenir un paper molt gran a la indústria musical. Els números dos, tres i quatre de les cançons de la llista de la Billboard's van ser per Elvis Presley, «Heartbreak Hotel»; Johnny Cash, «I Walk the Line»; i Carl Perkins, «Blue Suede Shoes».

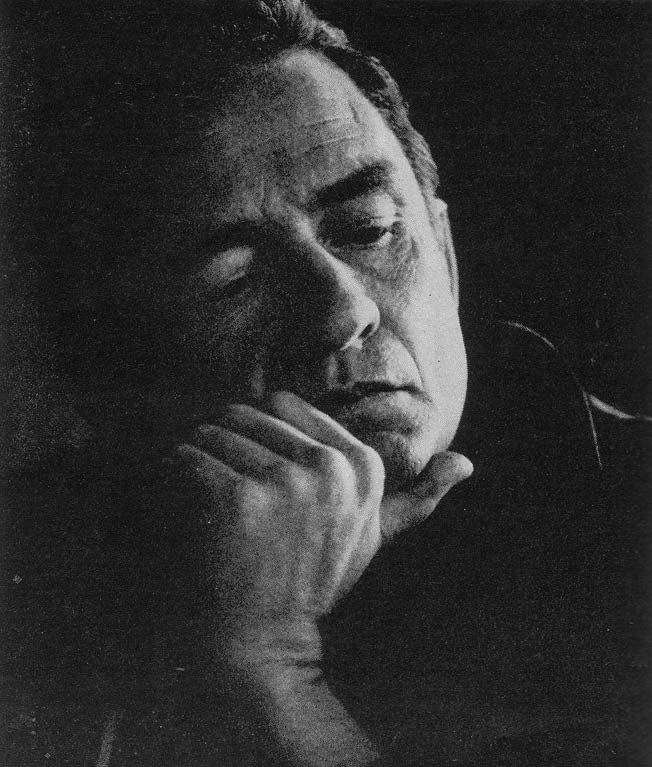
Johnny Cash

Cash i Presley van situar cançons al top 5 de 1958 amb No. 3 «Guess Things Happen That Way/Come In, Stranger» de Cash, i No. 5 de Presley «Don't/I Beg Of You». Presley va reconèixer la influència del rhythm and blues, amb afirmacions com «La gent de color han estat cantant i tocant d'aquesta manera que ho faig durant molts anys”. També afegia «Això meu només és una mica més country».
La música country va guanyar visibilitat nacional a la televisió amb Ozark Jubilee d'ABC-TV i radio des de 1955 a Springfield (Missouri). El programa mostrava als principals artistes inclosos alguns de rockabilly, alguns d'Ozarks. Com va dir Webb Pierce l'any 1956, «Una vegada hi havia on era gairebé impossible vendre música country a llocs com la ciutat de Nova York. Avui en dia, la televisió ens porta a tot arreu i la música country es ven tan bé a grans ciutats com en qualsevol altre lloc».
Cap a la fi dels anys 50 va emergir el Lubbock sound i artistes com Ray Price, Marty Robbins, i Johnny Horton van moure la indústria lluny de les influències del rock'n'roll de mitjan dècada.

### El so Nashville 'countrypolita'
A mitjan anys 50, i arribant al punt àlgid a principis dels 60, el so Nashville va convertir la música country en una indústria multimilionària centrada a Nashville, Tennessee. Sota la producció de gent com Chet Atkins, Owen Bradley, i més endavant Billy Sherrill, el so va dur la música country a una audiència molt més àmplia i va ajudar el country a superar una època en què comercialment havia punxat.
Aquest subgènere es caracteritza per agafar l'estil pop dels anys 50: unes veus suaus i prominents, recolzades per una secció de corda i cors vocals. Els artistes més coneguts d'aquest període van ser Patsy Cline, Jim Reeves, Skeeter Davis, The Browns, i Eddy Arnold. La «slip note» del piano de Floyd Cramer va ser un component destacat d'aquest estil.
L'estructura de cançó pop de Nashville va esdevenir més notòria i es va arribar a anomenar countrypolitan. Countrypolitan anava dirigit directament als principals mercats i es va vendre bé des de la fi dels anys 60 fins a principi dels 70 (una raresa en un període en què la música popular americana va ser arraconada sense contemplacions per la música britànica). Grans artistes del període van ser Tammy Wynette, Lynn Anderson, i Charlie Rich, així com Ray Price i Marty Robbins.
Malgrat l'atractiu del «Nashville Sound», molts artistes country tradicionals van emergir durant aquest període i van dominar el gènere: Loretta Lynn, Merle Haggard, Buck Owens, Porter Wagoner, i Sonny James entre d'altres.

### Country soul - crossover
L'any 1962, Ray Charles va sorprendre al món del Pop girant el cap cap al country i la música western, ocupant les llistes de pop de Billboard («Billboard.com».   Billboard.com. Arxivat de l'original el 2006-10-20. [Consulta: 1r febrer 2011].) amb el seu single «I Can't Stop Loving You», i enregistrant el treball Modern Sounds in Country and Western Music.

### El so de Bakersfield
Un altre gènere de la música country va sorgir del honky-tonk prenent elements del western swing. Es va al nord-oest de Los Angeles, a Bakersfield, California. Influït pels que en algun moment van viure a la costa oest, com ara Bob Wills o Lefty Frizzell, l'any 1966 va fer-se conegut com a Bakersfield sound. Es basava en instruments elèctrics i en l'amplificació, en particular la guitarra Telecaster, en major mesura que la resta de subgèneres del country del moment. L'estil es podria descriure com a directe, dur, sense adorns, amb un gust avantguardista. Els principals practicants del gènere van ser Buck Owens, Haggard, Tommy Collins, Gary Allan, i Wynn Stewart, cadascun d'ells amb el seu estil propi («Merle Haggard : Biography».   CMT.com, 06-04-1937. [Consulta: 1r febrer 2011].) (Buckowens.com Arxivat 2013-12-13 a Wayback Machine., Buck Owen's Crystal Palace: About Buck)

### Country rock
El final dels anys 60 va produir-se a la música americana una reacció tradicionalista en cadascun dels seus gèneres. Durant les seqüeles de la invasió britànica, molts volien un retorn als vells valors del rock n' roll. Al mateix temps, hi havia una manca d'entusiasme amb la música que es produïa a Nashville. El resultat de tot plegat va ser un gènere híbrid conegut com a country rock.
Algun dels primers integrants d'aquest corrent dels anys 60 i 70 foren Bob Dylan (el primer a retornar al Country amb el seu treball de 1967 John Wesley Harding) seguit pels The Byrds (Gram Parsons a «Sweetheart of the Rodeo») i el seu spin-off The Flying Burrito Brothers (amb Gram Parsons), Clarence White, Michael Nesmith (The Monkees) i First National Band), The Grateful Dead, Neil Young, Commander Cody, The Allman Brothers Band, The Marshall Tucker Band, Poco, Buffalo Springfield, i Eagles entre d'altres. Els The Rolling Stones també s'hi podia trobar amb temes com «Honky Tonk Women» o «Dead Flowers».
Descrit per Allmusic com a pare del country rock, tot i que la seva carrera es va acabar tràgicament amb la seva mort el 1973, el seu llegat va perdurar a mans de la seva companya Emmylou Harris; Harris debutaria en solitari l'any 1975 amb una amalgama de country, rock and roll, folk, blues i pop.
Després de la fusió inicial dels dos gèneres oposats, aviat van aparèixer nous estils, com ara el Southern rock, heartland rock o, més recentment, l'alternative country.
A les dècades posteriors, artistes com ara Juice Newton; Alabama; Hank Williams, Jr.; Hank Williams III); Gary Allan; Shania Twain; Brooks & Dunn; Faith Hill; Garth Brooks; Dwight Yoakam; Steve Earle; Dolly Parton; Rosanne Cash i Linda Ronstadt van moure el country més enllà de la influència del rock.

## Declivi de la música Western i les cançons de cowboys
A final dels anys 60, la música Western, en particular les més relacionades amb el món dels cowboys, estava en ple retrocés. Relegada a formar part del gènere «country and Western» per les agències de màrqueting, estrelles populars dels Western van publicar àlbums amb èxit molt moderat. El rock-and-roll dominava les vendes de música, i Hollywood va deixar de banda els seus artistes de Western. El canvi a la producció de la música country cap a Nashville també va tenir-hi un paper destacat, ja que allà hi dominava el Nashville sound, el country rock i el rockabilly més que no pas els artistes 'cowboys' o el més recent so de Bakersfield. Aquest últim estava limitat a Buck Owens, Merle Haggard i no gaire artistes més. En aquest procés, la música country and western com a gènere va perdre molta de la influència del sud-oest, ranxeres i estil Tejano. No obstant, les balades de cowboys i la música honky-tonk ressuscitaria i seria reinterpretada als 70 amb la popularitat de l'estil «outlaw country» sorgit a Texas i Oklahoma.

## Dècades del 1970 i 1980

### Outlaw country
Va derivar dels estils tradicionals Western i honky-tonk de dels anys 1950-60, amb artistes com Ray Price (la banda del qual, els «Cherokee Cowboys», incloïa artistes com Willie Nelson i Roger Miller). Barrejada amb una alenada de ràbia que marcava la subcultura dels Estats Units d'aquell període, el gènere outlaw va revolucionar el panorama música de la música country.

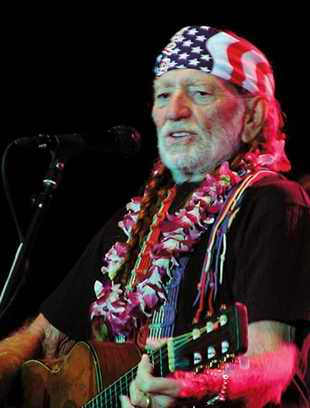
Willie Nelson

»Quan vaig marxar de Nashville (a principis dels 70), volia relaxar-me i tocar la música que volia, als voltants de Texas, potser Oklahoma. En Waylon i jo teníem aquella imatge de fora de la llei, i quan es va posar de moda entre la gent i es van començar a vendre discos, vam estar contents. Tot el moviment outlaw, no tenia res a veure amb la música, va ser fruit d'un article escrit, que la gent va pensar «Ei, que sona prou bé» i va començar a escoltar-nos».
El terme 'country outlaw' es va associar amb Hank Williams, Jr, Willie Nelson, Waylon Jennings, David Allan Coe, Whitey Morgan & The 78's, John Prine, Billy Joe Shaver, Gary Stewart, Townes Van Zandt, Kris Kristofferson i amb el renaixement de Johnny Cash, juntament amb unes quantes vocalistes femenines com ara Jessi Colter o Sammi Smith. Es va encapsular amb l'àlbum de 1976 Wanted! The Outlaws. Un subgènere relacionat és el Red Dirt.

### Country pop
Country pop o pop suau, amb arrels al so countrypolitan, la música folk i el soft rock, és un subgènere que va sorgir als anys 70. Tot i que aquest terme també s'havia utilitzat per referir-se amb cançons country d'artistes que sonava a les ràdios dels anys 40. Va originar-se amb cantants de pop com Glen Campbell, Bobbie Gentry, John Denver, Olivia Newton-John, Anne Murray, Marie Osmond, B. J. Thomas, The Bellamy Brothers, i Linda Ronstadt, que van començar a aparèixer a les llistes de country.

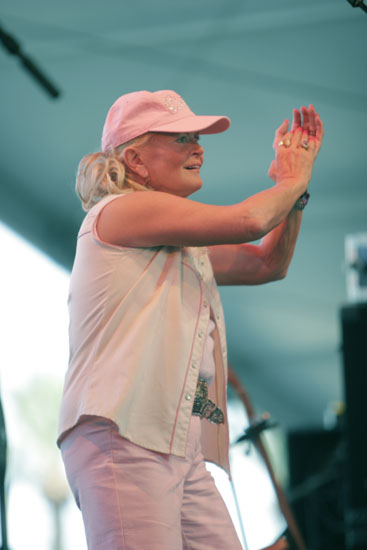
Lynn Anderson en concert

Entre els anys 1972 i 1975, el cantant i guitarrista John Denver va publicar un reguitzell de cançons que barrejaven el country amb el folk-rock (Rocky Mountain High, Sunshine on My Shoulders, Annie's Song, Thank God I'm a Country Boy, i I'm Sorry). Fins i tot va ser nomenat ‘Country Music Entertainer of the Year' l'any 1975. Un any abans, Olivia Newton-John, una cantant australiana de pop, havia guanyat el premi «Best Female Country Vocal Performance» així com el «Female Vocalist of the Year» que atorgava la Country Music Association. Com a resposta a aquest fet, artistes com George Jones, Tammy Wynette i d'altres tradicionalistes de Nashville van crear una fugaç Association of Country Entertainers, l'any 1974.
A mitjan anys 70, Dolly Parton, que ja s'havia posicionat anteriorment com a artista country, va iniciar el viatge cap al pop, culminat l'any 1977 amb el seu hit «Here You Come Again», que va encapçalar les llistes country i va arribar al nº3 de les de pop. Per la seva banda, Kenny Rogers va fer el viatge en el sentit contrari, duent la seva música a les llistes de country després d'una carrera exitosa al món del pop, rock i folk, aconseguint el mateix any un gran èxit amb el tema «Lucille», que va liderar les llistes de country i va arribar al nº5 de les de pop. Parton i Rogers seguirien tenint èxit tant a les llistes de country com de pop fins als anys 80. Artistes com Crystal Gayle, Ronnie Milsap i Barbara Mandrell també van tenir el seu lloc a les llistes de pop.

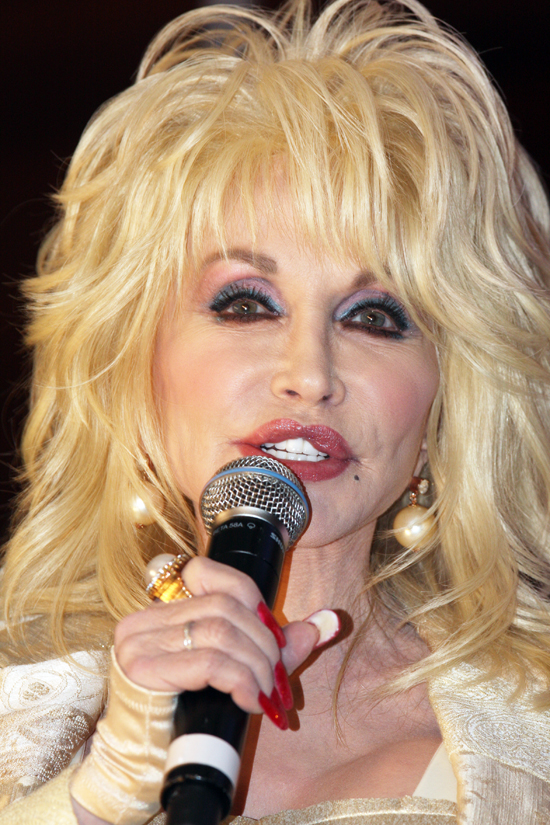
Dolly Parton

L'any 1975, l'autor Paul Hemphill va declarar al Saturday Evening Post que «la música country ja no és country; és un híbrid de gairebé cada estil de música popular dels Estats Units» (Hemphill, Paul. «Nashville--Where It All Started.» Saturday Evening Post 247.3 (1975): 44-86. Academic Search Premier. EBSCO. Web. 1 Feb. 2010).
A principis dels 80, cantants country van continuar veient un bon comportament dels seus àlbums i singles a les llistes pop. Willie Nelson i Juice Newton van tenir un parell de cançons cadascun al top 5 de la Billboard Hot 100: Nelson amb «Always On My Mind» (No. 5, 1982) i «To All The Girls I've Loved Before» (No. 5, 1984), i Newton amb «Queen of Hearts» (No. 2, 1981) i «Angel of the Morning» (No. 4, 1981). Quatre cançons country van encapçalar la Billboard Hot 100 els anys 80: «Lady» de Kenny Rogers, a la tardor de 1980; «9 to 5» de Dolly Parton, «I Love a Rainy Night» d'Eddie Rabbitt (aquestes dues amb un frec a frec a principis de 1981); i «Islands in the Stream», un duet de Dolly Parton i Kenny Rogers de 1983, una cançó de pop-country escrita per Barry, Robin, i Maurice Gibb dels Bee Gees. Als anys 90, Tomeu Penya en faria una versió en català titulada Illes dins un riu. El tema de Juice Newton «Queen of Hearts» gairebé va arribar al Nº 1, però la balada «Endless Love» de Diana Ross i Lionel Richie li va barrar el pas (Billboard.com, Historical Music Charts Archive). Tot i que no hi va haver massa èxits a final dels anys 80, un tema de Roy Orbison, «You Got It» de 1989 va entrar al top 10 tant de la Billboard Hot Country Singles» com de la Hot 100.
El grup multi-platí Alabama va proclamar-se «Artist of the Decade for the 1980s» per la Academy of Country Music.

### Neocountry
El 1980, un estil de «neocountry disco music» va ser popularitzat per la pel·lícula Urban Cowboy (Workin' Man Blues - Country Music in California. Gerald W. Haslan. University of California Press. 1999. page 259. ISBN 0-520-21800-0). També incloïa cançons més tradicionals com ara «The Devil Went Down to Georgia» de The Charlie Daniels Band (Lyricsoncall.com Arxivat 2008-05-19 a Wayback Machine. Lyricsoncall.com).
Les vendes d'àlbums van enfilar-se als $250 milions l'any 1981; el 1984, 900 emissores de ràdio va començar a emetre country o neocountry pop de forma continuada. Com qualsevol altra ascens meteòric, no obstant, el 1984 les vendes ja havien caigut a xifres de 1979.

### Truck driving country
La «Truck driving country music» és un gènere de música country fusió de honky-tonk, country rock i Bakersfield Sound. Les seves cançons, a banda de l'habitual temàtica sentimental, parlen sovint del món dels camioners.
Alguns dels artistes d'aquest subgènere són Dave Dudley, Red Sovine, Dick Curless, Red Simpson, Del Reeves, The Willis Brothers i Jerry Reed, amb C. W. McCall i Cledus Maggard (pseudònims de Bill Fries i Jay Huguely, respectivament) amb les seves entrades més humorístiques al subgènere.
Dudley es coneix com el pare del truck driving country.

### Moviment Neotradicionalista
A mitjan anys 80, un grup de noves veus van renegar del so country pop que havia dominat les llistes i les emissores, a favor d'un so més tradicional. Capitanejats per Randy Travis, amb un àlbum de debut Storms of Life (1986) del qual es van vendre quatre milions de còpies i que va copar la llista Billboard Country de la fi de 1987, una època quan molts artistes van retornar al honky-tonk tradicional, al bluegrass, al folk i al western swing. Artistes d'aquesta fornada van ser Travis Tritt, Ricky Skaggs, Kathy Mattea, George Strait i The Judds.

## Dècada del 1990

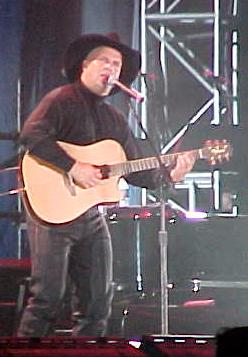
Garth Brooks

La música country va treure profit del pas de l'AM al FM a principis dels 80 a les àrees rurals i suburbanes dels Estats Units. Abans, el country s'escoltava principalment en emissores rurals AM radio; en aquest sentit, l'expansió de la FM va ajudar molt a la música country. Aquesta major disponibilitat va dur als productors a cercar un producte adaptat també a la major audiència. Un altre dels motius del canvi a la música country va venir del canvi sonor que experimentava el rock, influït en gran manera pel sorollós i menys melòdic rock alternatiu. El «New country» va acabar absorbint els músics de rock que eren massa melòdics pel rock modern però massa elèctrics per l 
Als anys 90 del segle xx, la música country va viure una expansió internacional amb cantants com Billy Ray Cyrus i Garth Brooks. Aquest darrer va protagonitzar una de les carrers musicals més exitoses de la història de la música pericana, destrossant xifres de vendes i dades d'assistència a concerts d'artistes que el van precedir. La RIAA ha certificat el conjunt dels seus àlbums com a (128× platinum), donant com a resultat unes vendes d'uns 113 milions de còpies als Estats Units. Altres artistes que van experimentar un gran èxit en aquest període van ser Clint Black, Sammy Kershaw, Aaron Tippin, Travis Tritt, Alan Jackson i el duet Brooks & Dunn; George Strait, que va iniciar la seva carrera musical als anys 80, no només va tenir un gran èxit durant la dècada dels 90 sinó que la segueix tenint encara avui en dia. Toby Keith va iniciar el seu recorregut al vessant més pop a mitjan anys 90 però ha anat evolucionant cap a un perfil més outlaw a final de la dècada, amb àlbums com Pull My Chain o Unleashed.
Cantants femenines com ara Reba McEntire, Faith Hill, Martina McBride, Deana Carter, LeAnn Rimes, Shania Twain, i Mary Chapin Carpenter van aconseguir àlbums de platí durant els anys 90.
Les Dixie Chicks van esdevenir una de les bandes més populars de la música country dels anys 90 i principis de segle xxi. Van debut l'any 1998 amb el treball Wide Open Spaces, que va esdevenir 12 vegades àlbum de platí, mentre que el seu segon àlbum de 1999 Fly va romandre a les 10 vegades-platí. Després del seu tercer CD el 2003, Home, la banda es va veure afectada per unes declaracions de la líder Natalie Maines en contra de la política de d'aleshores president nord-americà George W. Bush enmig d'un concert al Regne Unit.
Des del 1995, la música country es va veure influenciada per la popularitat del Line dance. Aquesta afectació va ser tan gran que Chet Atkins va declarar «La música està cada cop pitjor, crec. Tot és culpa del maleït line dance.» (The Roots of Country Music» Collectors Edition by Life September 1, 1994). A Catalunya el linedance va arrelar amb certa força des del pas al segle xx i ha perdurat fins a l'actualitat. Les ballades populars són habituals i fins i tot ha nascut un estil propi de ball en línia conegut com a Linedance Catalan-Style.

## Videos
Alguns videos permeten escoltar cançons famoses o importants per algun concepte.
- Jimmie Rodgers - Blue Yodel No 1 (T For Texas)
- Flatt and Scruggs - Wildwood Flower
- Earl Scruggs And Lester Flatt - Cripple Creek
- Lester Flatt & Earl Scruggs - « Orange Blossom Special «
- San Antonio Rose (Live 40s) Bob Wills and His Texas Playboys
- If You've Got the Money I've Got the Time (Lefty Frizzell)
- 1952. Hank Williams. Jambalaya (On The Bayou)
- 1959. Marty Robbins. «El Paso».
- Buck Owens - «Together Again».
- 1976. Country rock.POCO - Rose Of Cimarron
- Flaco Jimenez - Ay Te Dejo En San Antonio
- Flaco Jimenez - Free Mexican Airforce
- Tex Mex (romàntic). Texas Tornados - She Never Spoke Spanish to Me
- Tex Mex (romàntic). TEXAS TORNADOS. Laredo Rose
- Emmylou Harris & Flaco Jimenez - West Texas Waltz
- Cajun tradicional. American Cajun Music
- Merle Haggard and Willie Nelson - Okie from muskogee

## Variants del country
- Bluegrass
- Newcountry o Country contemporani
- Country rock
- Couwboy
- Old Time o Appalachian Folk ó Hillbillie
- Bakersfield
- Tex Mex
- Cajun
- String Bands
- Western swing
- Outlaw
- Urban cowboy
- Country pop
- Honky-tonk
- Country folk
- Southern Rock
- New Traditionalism
- New western swing